# Arnoia

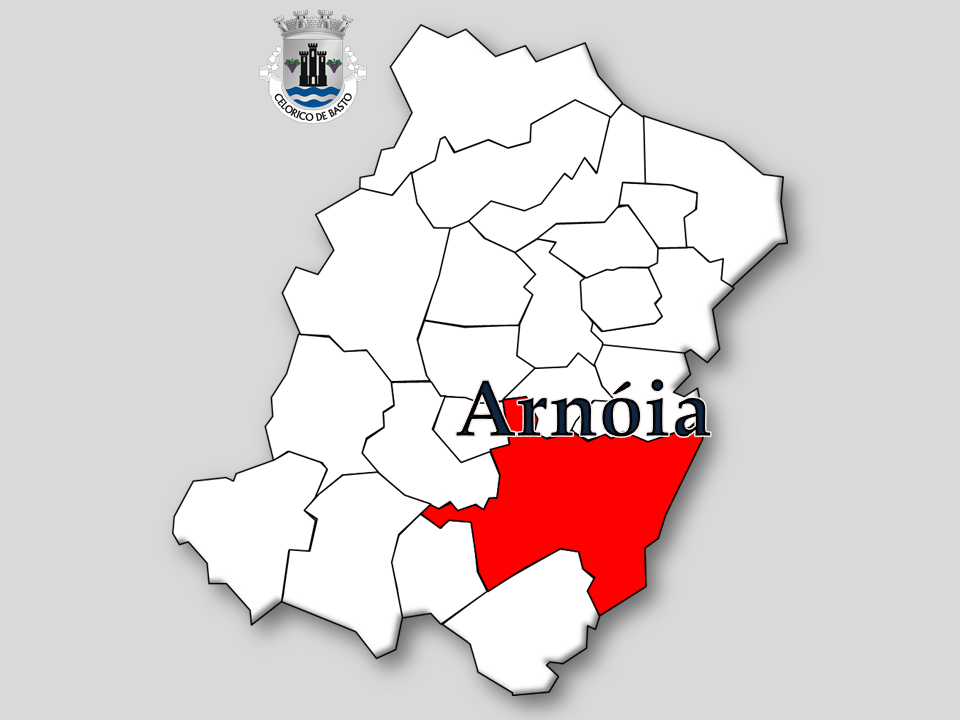
Localização da Freguesia de Arnoia no Município de Celorico de Basto

Arnoia (pré-AO 1990: Arnóia) é uma povoação portuguesa sede da Freguesia de Arnoia do município de Celorico de Basto, freguesia com 18,73 km² de área e 1512 habitantes (censo de 2021), tendo, por isso, uma densidade populacional de 80,7 hab./km².

## Demografia
A população registada nos censos foi:
| Distribuição da População por Grupos Etários | Distribuição da População por Grupos Etários | Distribuição da População por Grupos Etários | Distribuição da População por Grupos Etários | Distribuição da População por Grupos Etários |
| -------------------------------------------- | -------------------------------------------- | -------------------------------------------- | -------------------------------------------- | -------------------------------------------- |
| Ano                                          | 0-14 Anos                                    | 15-24 Anos                                   | 25-64 Anos                                   | > 65 Anos                                    |
| 2001                                         | 347                                          | 294                                          | 898                                          | 380                                          |
| 2011                                         | 209                                          | 242                                          | 876                                          | 375                                          |
| 2021                                         | 163                                          | 146                                          | 803                                          | 400                                          |

## Cronologia
- 1520, 29 de março - Celorico de Basto recebe foral, dado pelo rei D. Manuel, localizando-se a sede do concelho em Arnóia, no lugar do Castelo
- 1719, 21 de abril - mudança da sede do concelho para Britelo, no lugar do Freixieiro, ficando esta conhecida como Vila Nova do Freixieiro, hoje Celorico de Basto [7]

## Património
- Castelo de Arnoia ou Castelo dos Mouros ou Castelo de Moreira
- Pelourinho de Castelo (Lugar do Castelo)
- Convento de Arnoia, incluindo no seu conjunto a Igreja, o cruzeiro, a fonte-oratório, os moinhos, a casa da tulha e anexos agrícolas